# Nicola Stranieri
Nicola Stranieri (* 1961 in Novara) ist ein italienischer Jazzmusiker (Schlagzeug).

## Wirken
Stranieri nahm erste Schlagzeugstunden in Novara bei Angelo Visconti und wurde später von Enrico Lucchini und Tullio De Piscopo unterrichtet. Er vervollständigte seine musikalische Ausbildung im praktischen Spiel mit anderen Musikern, aber auch auf Workshops von Peter Erskine, Enrico Rava und John Riley.
Aufgrund seiner Vielseitigkeit wird Stranieri sowohl im traditionellen Jazz als auch in moderneren und experimentellen Kontexten geschätzt. Er gehörte zum Max De Aloe Quartet, Michele Gori Quartet, Brass Joy, Easy Funk Trio, Giovanni Sanguineti Nextrio, Lorenzo Cominoli 4tet, M4Et, Paolo Alderighi Trio, Renato Pompilio Trio, Roberto Mattei 8tet sowie Combos um Sergio Armaroli und tourte in Frankreich, der Schweiz, Albanien, Malta, Kroatien, Marokko, Kenia und weiteren Ländern. Er hat mehr als 50 Tonträger in unterschiedlichen Formationen aufgenommen. Im Laufe seiner Karriere spielte er weiterhin mit Musikern wie Bill Carrothers, Gianni Basso, Enrico Rava, Franco Cerri, Garrison Fewell, Claudio Fasoli, Giancarlo Schiaffini, Carlo Actis Dato, Sandro Gibellini, Ares Tavolazzi, Engelbert Wrobel, Nicki Parrott, Scott Hamilton und Simone Locarni.

## Diskographische Hinweise
- Cappelletti, Alessi, Stranieri: Hard Lights (Music Center 2007)
- Cappelletti / Massaria / Stranieri / Maneri: Metamorphosis (Leo Records 2011)
- Max De Aloe, Ermanno Librasi, Nicola Stranieri: Sonnambuli (Barnum for Art 2018)